# Nedjeljka Klarić
Nedjeljka "Neda" Klarić (Bilice, 17. listopada 1954.), hrvatska je pravnica i političarka, gradonačelnica Šibenika u službi od svibnja 2004. do lipnja 2009. te zastupnica u 6. sazivu Hrvatskog sabora u službi od siječnja 2008. do prosinca 2011. godine.

## Životopis
Nedjeljka "Neda" Mikulandra (ud. Klarić) rođena u Bilicama, općini u sastavu Šibensko-kninske županije, 17. listopada 1954. godine, diplomira na Pravnom fakultetu Sveučilišta u Zagrebu. Većinu karijere radi kao odvjetnica, nakon čega se učlanjuje u Hrvatsku demokratsku zajednicu te kao njen kandidat izlazi na prijevremene lokalne izbore za šibensko gradsko vijeće 16. travnja 2004. godine. Dne 12. svibnja iste godine preuzima dužnost gradonačelnice Šibenika, dok na lokalnim izborima u svibnju 2009., u borbi za drugi mandat, gubi u drugom krugu od SDP-ovog kandidata dr. Ante Županovića. Tijekom gradonačelničkog mandata bila je i zastupnica 9. izborne jedinice u 6. sazivu Hrvatskoga sabora u razdoblju od 11. siječnja 2008. do 22. prosinca 2011. godine. Posljednjih godina radi kao socijalna radnica za domove za starije i nemoćne osobe u Šibeniku.
Predsjednica Županijske zajednice žena Katarina Zrinski.
Bila je pročelnica Regionalnog ureda za prognanike, sa sjedištem u Kninu od 2002. do početka 2004. godine. Početkom 2004. Vlada Republike Hrvatske imenovala ju je pomoćnicom ministrice obitelji, branitelja i međugeneracijske solidarnosti.

## Nagrade i priznanja
Za posebne zasluge u djelatnosti socijalne skrbi i promicanje moralnih vrednota, dr. Franjo Tuđman ju je odlikovao Spomenicom Domovinskog rata i Redom Danice hrvatske s likom Katarine Zrinske.